# Mohamed Hamdi
Mohamed Hechmi Hamdi (en árabe tunecino: محمد الهاشمي الحامدي; Sidi Bouzid, Túnez, 28 de marzo de 1964) conocido simplemente como Hechmi Hamdi es un periodista, empresario y político tunecino, que cuenta también con nacionalidad británica. Es fundador y propietario del canal de televisión Al Mustakillah. Después de la revolución tunecina fundó el partido "Petición Popular para la Libertad, la Justicia, y el Desarrollo" más tarde renombrado a Corriente del Amor, también llamado Aridha.

## Biografía

### Primeros años
Hamdi nació en Sidi Bouzid, el 28 de marzo de 1964. Realizó estudios de lengua árabe y literatura en la Universidad de Túnez, de donde se graduó en 1985. Inició una maestría en la Universidad de Londres, que completó en 1990. En la misma universidad obtuvo su doctorado en el campo de los estudios islámicos contemporáneos en 1996.

### Carrera empresarial y política
Después de contribuir artículos a diferentes periódicos y revistas, incluyendo la sede en Londres del diario árabe Asharq Al-Awsat, fundó su propio semanario Al-Mustakilla ( "The Independent") en 1993, la revista trimestral "The Diplomat" en 1996, el canal de televisión por satélite Al Mustakillah en 1999, y un segundo canal de televisión, llamado "Democracia", en 2005.
Desde la década de 1980 hasta 1992, Hamdi militó en el partido islamista moderado Ennahda. Más tarde existió el rumor, rechazado por el propio Hamdi, de que mantuvo vínculos estrechos con el entonces dictador Zine El Abidine Ben Ali, y su partido, la Agrupación Constitucional Democrática.
En marzo de 2011, tras la caída de Ben Ali, Hamdi fundó el partido "Petición Popular para la Libertad, la Justicia, y el Desarrollo" conocido en árabe como Aridha Chaabia que promovió desde su canal de televisión Al Mustakilla, y presentó su candidatura en las primeras elecciones presidenciales libres. En mayo de 2013, Hechmi Hamdi relanzó su movimiento Aridha bajo el nuevo nombre de Tayar al-Mahaba, o Corriente del Amor.